# Нефтегорская (станция)
Нефтего́рская — станция Северо-Кавказской железной дороги РЖД, расположена на юго-западе города Апшеронска Краснодарского края, Россия.

## Описание
Станция принадлежала "Апшеронскому лесоперерабатывающему предприятию". В 1991 году предприятие закрылось.
В настоящее время по станции ведётся редкое грузовое движение.